# 3월 전기

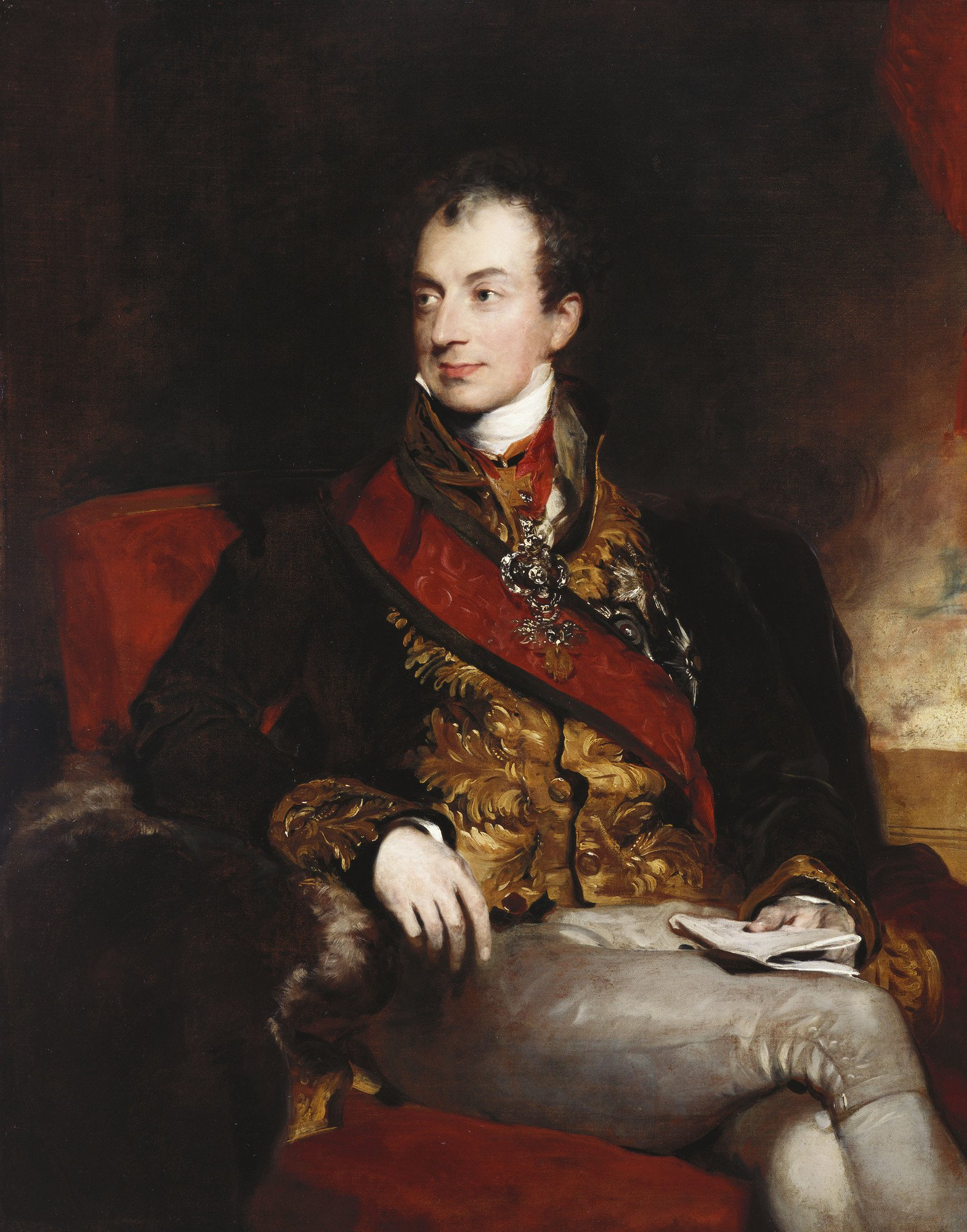

3월 전기(三月前期, 독일어: Vormärz 포어메르츠[ˈfoːɐ̯ˌmɛʁts][*], 영어: pre-March)란 독일사에서 1848년 3월 혁명 직전의 시기를 말한다. 언제부터 시작인지는 분명하게 정의되어 있지 않다. 일각에서는 나폴레옹 1세의 몰락부터라고 하고, 일각에서는 1815년 독일 연방의 성립부터라고 한다. 정치적 격동기로서 3월 전기에 주목하는 논자들은 1830년 프랑스 7월 혁명을 시작점으로 잡는다.
국제적으로 이 시기는 메테르니히 체제 시기와 겹친다. 오스트리아와 프로이센이 양강으로서 독일연방을 주도했고, 두 나라를 비롯해 독일의 여러 제후국들은 모두 절대주의적 경찰국가였다. 권위주의 정권들은 그전까지 유례가 없던 규모의 언론검열과 대중감시를 시행했다. 급진적인 공화주의, 보통선거 등의 의제 뿐 아니라 비교적 온건한 자유주의, 입헌군주정, 통독운동 등의 요구도 모두 탄압당했다.
문화사적으로는 비더마이어 시대와 겹치며, 독일 낭만주의의 끝무렵에 해당한다.